# Edifício Copan, São Paulo
Edifício Copan (stavba Copan) ali samo Copan je ena najpomembnejših in simboličnih stavb v mestu São Paulo, stoji na številki 200 Avenida Ipiranga v središču mesta in je bila slovesno odprta leta 1966. Je ena izmed simbolov sodobne brazilske arhitekture, ki jih je zasnoval arhitekt Oscar Niemeyer s konstrukcijskim načrtom inženirja Joaquima Cardoza, s ciljem praznovanja četrte stoletnice mesta São Paulo. Delo se je začelo šele leta 1957 z nekaj spremembami in izvedeno s pomočjo Carlosa Lemosa.
Stavba je največja armiranobetonska konstrukcija v državi, visoka 115 metrov, 32 nadstropij in 120 tisoč kvadratnih metrov zazidane površine, razdeljeno na šest blokov, s skupno 1160 stanovanji različnih velikosti, po oceni pet tisoč prebivalcev različnih družbenih slojev in več kot sedemdeset trgovskih obratov.

## Dizajn, konstrukcija in ime
Stavbo je zasnoval biro Oscarja Niemeyerja v São Paulu; Niemeyer je bil osebno odgovoren za znamenito vijugasto fasado stavbe. Zamisel je bila stavba, odprta za mešani presek brazilske družbe. Prvotni projekt je predvideval dva objekta, drugi hotel, na koncu pa je bil zgrajen le stanovanjski objekt.
Gradnja se je začela leta 1952 in je bila po nekaj prekinitvah dokončana leta 1966. Gre za eno največjih stavb v Braziliji.
Ime stavbe je akronim za prvotnega razvijalca, Companhia Pan-Americana de Hotéis e Turismo (portugalsko za 'Pan-Ameriška družba hotelov in turizma').

## Objekti
Trenutno ima stavba 1160 stanovanj, od majhnih garsonjer do velikih trisobnih enot, in 2038 stanovalcev, ki jih oskrbuje 20 dvigal in 221 podzemnih parkirnih mest. V pritličju je 72 podjetij in ustanov, vključno (od 1990-ih) z evangeličansko cerkvijo, potovalno agencijo, knjigarno in 4 restavracijami. Njena površina obsega 10.572,80 kvadratnih metrov.
Zaradi velikega števila prebivalcev je brazilska poštna služba stavbi dodelila lastno poštno številko ("CEP"): 01046-925. Trenutni kondominij ima več kot 100 zaposlenih, ki služijo stanovalcem in izvajajo vzdrževanje.
Niemeyerjeva prvotna zasnova je vsebovala park zunaj stavbe, drugi park na odprtem območju prvega nadstropja in streho. Zunanji park zdaj uporablja stavba banke; park v prvem nadstropju in streha sta zaprta.
Od leta 2014 je celotna stavba prekrita s prozorno modro-črno draperijo, ki ščiti pešce pred ohlapnimi mozaičnimi ploščicami na fasadi. Trenutno se obravnava projekt popravila in zamenjave 72 milijonov zunanjih ploščic stavbe.

## V popularni kulturi
Stavba Copan je navdihnila pisatelje, filmske ustvarjalce, fotografe in druge umetnike z vsega sveta. Zbirka kratkih zgodb z naslovom Arca sem Noé - Histórias do Edifício Copan ('Skrinja brez Noeta - zgodbe iz stavbe Copan') brazilske avtorice Regine Rheda je bila objavljena v portugalščini leta 1994 in leta 1995 prejela nagrado Jabuti v Braziliji. Objavljena je bila tudi v angleščini kot Stories From the Copan Building v zvezku First World Third Class and Other Tales of the Global Mix (University of Texas Press).
Stavba Copan se je pojavila v drugi epizodi The Amazing Race 9 in je bila kraj naloge, v kateri so tekmovalci morali teči po enih od požarnih stopnic stavbe in se spustiti po zunanji steni.
Stavba je na voljo za gradnjo v igri SimCity iz leta 2013.

## Galerija
- Edifício Copan v svojem urbanem kontekstu
- Požarne stopnice
- Notranjost
- Copan, pogled od zgoraj